# Persebeck-Kruckel-Schnee
Persebeck-Kruckel-Schnee, Dortmund-Persebeck-Kruckel-Schnee – dzielnica miasta Dortmund w Niemczech, w kraju związkowym Nadrenia Północna-Westfalia, w okręgu administracyjnym Hombruch.